# Russon
Pour les articles homonymes, voir Rutten.
Russon (Rutten en néerlandais) est une section de la ville belge de Tongres-Looz située en Région flamande dans la province de Limbourg. C'était une commune à part entière avant la fusion des communes de 1977.

## Toponymie
Son patronyme qui peut se décomposer étymologiquement par « ru (petit ruisseau) de son (écorce de blé) », viendrait d'un patronyme breton de la région de Nantes où il est encore très usuel.

## Démographie

### Évolution démographique
- Sources : INS, Rem. : 1831 jusqu'en 1970 = recensements, 1976 = nombre d'habitants au 31 décembre[4].

## Histoire
La transplantation de ce patronyme breton sur une des marches de la principauté de Liège serait dû à la fuite de protestants nantais ayant trouvé refuge en principauté de Liège lors de la révocation de l'édit de Nantes par Louis XIV.
Ils auraient ainsi pu s'installer sur ce bout de frontière avec le duché de Limbourg.
Il existe différentes ramifications sous les noms de famille tant Russon que Rutten.
1712 : Ruson (Carte Particulière des environs de Maestricht Partie de Liege, Faucquemont, et Pays d'Outre-Meuse http://imageserver.mzk.cz/mzk03/001/045/675/2619267703 consultée le 21 mars 2013)
Russon était jadis un des huit villages faisant partie de ce qu’on appelait les « Terres de rédemption ».

## Personnages liés
- Saint Evermar, fêté le 1er mai, aurait été assassiné à Russon vers 700 sur le chemin du pèlerinage de saint Servais de Maastricht[5].